# Gework Wartanian
Gework Andriejewicz Wartanian (orm. Գեվորգ Անդրեվիչ Վարդանյան, ros. Гево́рк Андре́евич Вартаня́н, ur. 17 lutego 1924 w Rostowie nad Donem, zm. 10 stycznia 2012 w Moskwie) – radziecki agent wywiadu narodowości ormiańskiej w stopniu pułkownika. Jeden z najsłynniejszych i najskuteczniejszych szpiegów okresu zimnej wojny.

## Młodość
Gework Wartanian był synem radzieckiego szpiega Andrieja Wartaniana, Ormianina pochodzącego z Iranu. W 1930 wraz z rodziną przeniósł się do Persji, gdzie jego ojciec otrzymał zadanie służbowe. Rodzina mieszkała najpierw w Tebrizie, a od ok. 1936 w Teheranie. Młody Gework szybko poszedł w ślady ojca i w 1940 rozpoczął współpracę z radzieckim wywiadem, poprzez skontaktowanie się z agentem Ludowego Komisariatu Bezpieczeństwa Państwowego Iwanem Agajancem. Od tego momentu Wartanian służył wywiadowi pod pseudonimem Amir.

## Służba wywiadowcza

### "Szwoleżerowie"
Gework Wartanian szybko zorganizował grupę kilku młodych ludzi, którzy służyli pomocą Agajancowi. Grupa ta przeszła do historii jako "Szwoleżerowie" (tak żartobliwie przezwał ich Agajanc, ponieważ członkowie grupy Wartaniana przemieszczali się wszędzie na rowerach). Do siatki Wartaniana przyłączyła się także Gohar Lewonowna, która w późniejszym czasie została jego żoną. W 1941 roku Amira aresztowała na trzy miesiące irańska policja, za kontakty ze zdemaskowanymi radzieckimi agentami – byli to dwaj członkowie "Szwoleżerów". Wartanian, pozorując współpracę z policją, ujawnił jej kilku agentów, którzy jednak w rzeczywistości starali się zinfiltrować radziecką siatkę.
Działania Wartianiana w Iranie zaowocowały ujawnieniem ok. 400 niemieckich agentów. W 1942 roku Gework wykonał również misję infiltracji brytyjskiej szkoły dla przyszłych agentów, których wysyłano do ZSRR. Wstępując do szkoły jako ochotnik, ujawnił dane szkolących się tam szpiegów i doprowadził do zamknięcia szkoły na skutek protestów radzieckiej dyplomacji.

### Operacja Długi Skok
Na 1943 zaplanowano w Teheranie pierwszą konferencję tzw. wielkiej trójki: Józefa Stalina, Winstona Churchilla i Franklina Delano Roosevelta. Na spotkaniu miano ustalić m.in. wspólne stanowisko wobec III Rzeszy i szczegóły prowadzenia wojny w Europie. Adolf Hitler zdecydował się na przeprowadzenie w tym czasie akcji mającej na celu porwanie lub zabójstwo przywódców ZSRR, Wielkiej Brytanii i USA. Zadanie otrzymało kryptonim Długi Skok, a na dowódcę wyznaczono komandosa – Otto Skorzennego. Grupa niemieckich agentów, która poprzedziła akcję Skorzennego celem przygotowania terenu, została jednak wykryta przez siatkę Wartaniana. Akcję zdekonspirowano, jednak Niemcy dowiedzieli się o inwigilacji: Skorzenny, pomimo oporów, został zmuszony do odwołania operacji. Był to najgłośniejszy sukces Geworka Wartaniana.

## Okres powojenny
W 1946 roku Wartanian ożenił się ze swoją współpracowniczką, Gohar Lewonowna. Siatkę swoich agentów w Iranie prowadził aż do 1951 roku. Po zakończeniu misji na Bliskim Wschodzie, Amir wraz z żoną udali się do ZSRR: osiedli w Erywaniu, gdzie podjęli studia na tamtejszym uniwersytecie, na Wydziale Języków Obcych. W 1955 roku Wartanianowie wznowili służbę wywiadowczą, która trwała trzydzieści lat. Małżonkowie pracowali zawsze razem i zakończyli sukcesem wszystkie operacje, w których brali udział, nigdy ani jednej z kierowanych przez nich agentów nie został zdemaskowany ani aresztowany. Do najważniejszych zadań Wartanianów w czasie zimnej wojny należało zdobywanie i przekazywanie do ZSRR informacji o planach NATO w Europie. Na wspólnej służbie poza granicami ZSRR spędzili w sumie ponad 30 lat.
W 1968 lub – co bardziej prawdopodobne – w 1975, Wartanian został awansowany do stopnia pułkownika wywiadu. 28 maja 1984 Rada Najwyższa ZSRR przyznała Amirowi za zasługi tytuł Bohatera Związku Radzieckiego oraz Order Lenina i Złotą Gwiazdę. Jego żona została odznaczona Orderem Czerwonej Gwiazdy.
W 1986 roku, wraz z rodziną, Gework powrócił do kraju i zajął się szkoleniem nowych agentów do pracy poza ZSRR. W 1992 ostatecznie zakończył pracę dla wywiadu i przeszedł na emeryturę.
20 grudnia 2000 roku, z okazji 80. rocznicy powstania SWR, władze odtajniły dane personale Geworka Wartaniana. W ciągu następnych lat udzielił wielu wywiadów dla prasy i mediów. Spotkał się także z córką Winstona Churchilla i otrzymał od niej osobiste gratulacje za wspaniałą służbę na rzecz aliantów w czasie II wojny światowej. W 2009 roku władze Armenii nadały Wartanianowi Order Honoru.
Zmarł 10 stycznia 2012 roku w szpitalu w Moskwie. Został pochowany na Cmentarzu Trojekurowskim w Moskwie.